# Заславское муниципальное образование
Заславское муниципальное образование — муниципальное образование со статусом сельского поселения в Балаганском районе Иркутской области России.
Административный центр — деревня Заславская.

## Демография
По результатам Всероссийской переписи населения 2010 года
численность населения муниципального образования составила 1018 человек, в том числе 447 мужчин и 551 женщина.
| 2010 | 2011  | 2012 | 2013 | 2014 | 2015 | 2016 |
| ---- | ----- | ---- | ---- | ---- | ---- | ---- |
| 1018 | →1018 | ↘999 | ↘988 | ↘965 | ↘949 | ↘937 |
| 2017 |       |      |      |      |      |      |
| ↘936 |       |      |      |      |      |      |

## Населённые пункты
- деревня Заславская
- посёлок Приморский
- деревня Тарасовск